# Пригоди Калле-сищика
«Пригоди Калле-сищика» — радянський пригодницький двосерійний телевізійний фільм 1976 року, знятий за мотивами книги Астрід Ліндгрен «Пригоди Калле Блюмквіста».

## Сюжет
У маленькому шведському містечку йде «війна Червоної і Білої Троянди» — суперництво двох компаній хлопців. «Біла Троянда» — це головний герой Калле Блюмквіст, Єва-Лотта і Андерс. «Червона Роза» — їх противники: Сікстен, Бенка і Йонте. Вони викрадають один у одного «скарби», наприклад, Великого Мумрика (рукоятку старого лицарського меча), беруть один одного в полон.
Однак хлопці несподівано стають свідками загадкових подій. У місто приїжджає двоюрідний брат мами Єви-Лотти — дядько Ейнар. Він поводиться підозріло. До того ж, за ним полюють ще два незнайомця. З'ясовується, що все це якось пов'язано зі злочином, про який пишуть в газетах — пограбуванням банкіра. Калле і його друзі починають розслідування.

## У ролях
- Тадас Діліс — Калле Блумквіст
- Моніка Жебрюнайте — Єва-Лотта
- Арунас Букяліс — Андерс
- Гедимінас Гірдвайніс — дядько Ейнар, кузен Мії (озвучує Леонид Куравльов)
- Аудрюс Валявічюс — Сікстен
- Айдас Вітліпас — Бенка
- Рітас Белявічюс — Юнте
- Йонас Алекса — «Блідий» (Артур)
- Донатас Каткус — «Противний»
- Повілас Гайдіс — комісар поліції
- Едгарас Савіцкіс — полицейський Б'йорк
- Рамутіс Йонас Рімейкіс — полицейський Юргенс Сантенсон
- Вайва Майнеліте — Міа, мама Єви-Лотти
- Нійоле Ожеліте — Фріда
- Стяпас Юкна — портьє Гарі
- Регіна-Марія Варнайте — Мері
- Вітаутас Паукште — батько Калле

## Знімальна група
- Режисер: Арунас Жебрюнас
- Сценарист: Арунас Жебрюнас
- Оператор: Йонас Гріцюс
- Композитор: В'ячеслав Ганелін
- Художник: Юзефа Чейчіте
- Тексти пісень: Владас Шимкус